# Magazin (folyóirat, 1933)
A Magazin Sándor Vilmos szerkesztésében 1933-ban indult havi folyóirat volt, de mindössze három száma ismeretes. Üzleti hirdetéseket körített cikk- és képanyaggal a "Hollywoodi Hírek"-től a kesztyű- és cipő-divatig, a sex appealtől a filmbemutatókig.